# Gran Premio de Valonia
El Gran Premio de Valonia (oficialmente: Grand Prix de Wallonie) es una carrera ciclista de un día belga disputada en la Región Valona.
Creada en 1935, desde la creación de los Circuitos Continentales UCI forma parte del UCI Europe Tour, dentro de la categoría 1.1. La salida está situada en Chaudfontaine y la llegada en lo alto de la Ciudadela de Namur tras unos 200 km de recorrido.

## Gran Premio de Valonia femenino
En 2005 también se disputó una edición femenina, con el mismo nombre oficial que su homónima masculina sin limitación de edad, disputándose tres días después de esa.
Fue de categoría 1.2 (última categoría del profesionalismo). 
Tuvo menor kilometraje que su hómonima masculina aunque con similares características.
Fue ganada por la británica Nicole Cooke.

## Palmarés
| Año                               | Ganador                   | Segundo                | Tercero                   |
| --------------------------------- | ------------------------- | ---------------------- | ------------------------- |
| 1935                              | Gustave De Greef          | Joseph Vanderhaegen    | Léopold Gerard            |
| 1936                              | Adolphe Braeckeveldt      | Antonio Fabris         | Constant Struyven         |
| 1937                              | Karel Tersago             | René Pedroli           | Pierre Houbrechts         |
| 1938                              | Adolphe Braeckeveldt      | Frans Demondt          | Leopold Van Den Bossche   |
| 1939                              | Adolphe Braeckeveldt      | Adelin Van Simaeys     | Georges Christiaens       |
| 1940-1941 ediciones no realizadas |                           |                        |                           |
| 1942                              | Maurice van Herzele       | Emiel Faignaert        | Jef Moerenhout            |
| 1943                              | Edward van Dijck          | Richard Depoorter      | Albert Ritserveldt        |
| 1944                              | Joseph Somers             | Eugeen Jacobs          | Lode Poels                |
| 1945-1948 ediciones no realizadas |                           |                        |                           |
| 1949                              | Jacques Geus              | René Walschot          | Jan Van Steen             |
| 1950                              | Joseph Verhaert           | Nello Sforacchi        | Eduard Van Ende           |
| 1951-1969 ediciones no realizadas |                           |                        |                           |
| 1970                              | Ferdinand Bracke          | Eddy Beugels           | Georges Pintens           |
| 1971                              | Felice Gimondi            | Walter Godefroot       | Georges Pintens           |
| 1972                              | Emile Cambré              | Jos van der Vleuten    | Georges Barras            |
| 1973                              | Albert Van Vlierberghe    | Gérard Besnard         | Walter Godefroot          |
| 1974                              | Frans Verbeeck            | Freddy Maertens        | Roger de Vlaeminck        |
| 1975                              | Andre Dierickx            | Eddy Merckx            | Ferdinand Bracke          |
| 1976                              | Herman Van Springel       | Freddy Maertens        | Frans Verbeeck            |
| 1977                              | Walter Planckaert         | Marc Demeyer           | Willem Peeters            |
| 1978                              | Willem Peeters            | Albert Van Vlierberghe | Jacques Martin            |
| 1979                              | Léo van Vliet             | Jean-René Bernaudeau   | Fedor den Hertog          |
| 1980                              | Willy De Geest            | Jacques Martin         | Claude Criquielion        |
| 1981                              | Walter Dalgal             | Charles Jochums        | Patrick Versluys          |
| 1982                              | Hennie Kuiper             | Gerard Veldscholten    | Joseph Jacobs             |
| 1983                              | Stephen Roche             | Eric Vanderaerden      | Phil Anderson             |
| 1984                              | Frank Hoste               | Claude Criquielion     | Paul Sherwen              |
| 1985                              | Marc Madiot               | Joop Zoetemelk         | Claude Criquielion        |
| 1986                              | Steven Rooks              | Michel Dernies         | Patrick Versluys          |
| 1987                              | Pascal Poisson            | Jan Nevens             | Laurent Fignon            |
| 1988                              | Claude Criquielion        | Laurent Fignon         | Charly Mottet             |
| 1989                              | Thomas Wegmüller          | Robert Millar          | Jos van Aert              |
| 1990                              | Luc Leblanc               | Michel Dernies         | Johan Bruyneel            |
| 1991                              | Frank van den Abeele      | Johan Bruyneel         | Sammie Moreels            |
| 1992                              | Danny Nelissen            | Marc Bouillon          | Sammie Moreels            |
| 1993                              | Patrick Evenepoel         | Raymond Meijs          | Mario De Clercq           |
| 1994                              | Peter Farazijn            | Udo Bölts              | Jan Nevens                |
| 1995                              | Andrea Chiurato           | Maarten den Bakker     | Fausto Dotti              |
| 1996                              | Franco Ballerini          | Bo Hamburger           | Frank Corvers             |
| 1997                              | Dmitri Konyschew          | Laurent Madouas        | Davide Casarotto          |
| 1998                              | Udo Bölts                 | Rik Verbrugghe         | Stéphane Heulot           |
| 1999                              | Patrick Jonker            | Léon van Bon           | Koos Moerenhout           |
| 2000                              | Alberto Elli              | Didier Rous            | Kurt Van de Wouwer        |
| 2001                              | Axel Merckx               | Tom Stremersch         | Scott Sunderland          |
| 2002                              | Dave Bruylandts           | Lennie Kristensen      | Nicolas Fritsch           |
| 2003                              | Dave Bruylandts           | Marek Rutkiewicz       | Mickaël Pichon            |
| 2004                              | Nick Nuyens               | Philippe Gilbert       | Jérôme Pineau             |
| 2005                              | Nick Nuyens               | Björn Leukemans        | Igor Abakoumov            |
| 2006                              | Philippe Gilbert          | Nick Nuyens            | William Bonnet            |
| 2007                              | Bert De Waele             | Cédric Vasseur         | Thor Hushovd              |
| 2008                              | Stefano Garzelli          | Giovanni Visconti      | Jérôme Pineau             |
| 2009                              | Nick Nuyens               | Allan Davis            | Roy Sentjens              |
| 2010                              | Paul Martens              | Riccardo Riccò         | Cadel Evans               |
| 2011                              | Philippe Gilbert          | Julien Simon           | Björn Leukemans           |
| 2012                              | Julien Simon              | Greg Van Avermaet      | Björn Leukemans           |
| 2013                              | Jan Bakelants             | Thomas Voeckler        | Mathias Frank             |
| 2014                              | Greg Van Avermaet         | Tony Gallopin          | Jan Bakelants             |
| 2015                              | Jens Debusschere          | Jan Bakelants          | Christophe Laporte        |
| 2016                              | Tony Gallopin             | Petr Vakoč             | Jérôme Baugnies           |
| 2017                              | Tim Wellens               | Tony Gallopin          | Julien Simon              |
| 2018                              | Jasper Stuyven            | Dimitri Claeys         | Warren Barguil            |
| 2019                              | Krists Neilands           | Jasper Stuyven         | Jasper De Buyst           |
| 2020 edición cancelada            |                           |                        |                           |
| 2021                              | Christophe Laporte        | Warren Barguil         | Tosh Van der Sande        |
| 2022                              | Mathieu van der Poel      | Biniam Girmay          | Gonzalo Serrano Rodríguez |
| 2023                              | Gonzalo Serrano Rodríguez | Dylan Teuns            | Jasper De Buyst           |
| 2024                              | Roger Adrià               | Alex Aranburu          | Clément Champoussin       |

Nota: En la edición 1987, el tercer clasificado inicialmente fue el ciclista francés Laurent Fignon, pero su posición fue declarada desierta al haber dado positivo por uso de anfetaminas.

## Palmarés por países
| País         | Victorias |
| ------------ | --------- |
| Bélgica      | 37        |
| Italia       | 6         |
| Francia      | 6         |
| Países Bajos | 6         |
| Alemania     | 2         |
| España       | 2         |
| Irlanda      | 1         |
| Suiza        | 1         |
| Rusia        | 1         |
| Australia    | 1         |
| Letonia      | 1         |

## Estadísticas

### Más victorias
Hasta la edición 2024.
| Ciclista             | Victorias | Años              |
| -------------------- | --------- | ----------------- |
| Adolphe Braeckeveldt | 3         | 1936, 1938 y 1939 |
| Nick Nuyens          | 3         | 2004, 2005 y 2009 |
| Dave Bruylandts      | 2         | 2002 y 2003       |
| Philippe Gilbert     | 2         | 2006 y 2011       |

- En negrilla corredores activos.

### Victorias consecutivas
- Dos victorias seguidas:
  -  Adolphe Braeckeveldt (1938, 1939)
  -  Dave Bruylandts (2002, 2003)
  -  Nick Nuyens (2004, 2005)